# USS New York (BB-34)
La USS New York (BB-34) fu una corazzata della Marina degli Stati Uniti d'America, prima nave dell'omonima classe. Fu così chiamata per lo Stato di New York e fu la prima nave progettata per avere cannoni da 356/45.

## Storia
Entrò in servizio nel 1914 e fu parte della Nona Divisione Corazzate mandata a rinforzare la Grand Fleet britannica nel Mare del Nord durante la prima guerra mondiale. Durante quel periodo si ritrovò faccia a faccia con almeno due U-boot tedeschi e si crede sia stata l'unica nave americana ad affondarne uno, colato a picco durante una collisione accidentale nell'ottobre 1918. Dopo la guerra fu mandata a svolgere una serie di esercitazioni e crociere sia nell'Atlantico che nel Pacifico e fu sottoposta a numerose revisioni e raddobbi per migliorare l'armamento, la protezione e la possibilità di trasporto idrovolanti.
All'inizio della seconda guerra mondiale entrò nella Neutrality Patrol e servì come scorta per i convogli per l'Islanda e la Gran Bretagna nelle prime fasi della guerra. Svolse il suo primo combattimento contro una batteria costiera durante l'operazione Torch vicino a Casablanca, in Marocco, e in seguito diventò una nave scuola. Più tardi durante la guerra si spostò nel Pacifico per provvedere al fuoco di supporto per l'invasione di Iwo Jima e in seguito di Okinawa. Ritornò a Pearl Harbor per riparazioni alla fine della guerra, quando fu classificata come obsoleta e scelta per prendere parte all'Operazione Crossroads, un test nucleare svolto su di una flotta di navi varie sull'Atollo di Bikini nel 1946. Sopravvisse all'esplosione e gli effetti delle radiazioni sulla nave furono studiati per qualche anno. Fu infine affondata come bersaglio nel 1948. Ha ricevuto 3 Battle star per il suo servizio.